# Исток (Самарская область)
Исток — посёлок в Большечерниговском районе Самарской области. Входит в состав сельского поселения Краснооктябрьский.

## История
В 1973 г. Указом Президиума ВС РСФСР поселок отделения №2 совхоза «Красный Октябрь» переименован  в Исток.

## Население
| 2010 | 2011 | 2012 | 2013 | 2014 | 2015 | 2016 |
| ---- | ---- | ---- | ---- | ---- | ---- | ---- |
| 184  | ↗205 | ↘176 | ↗214 | ↘198 | ↘165 | ↘147 |

Проживают башкиры, русские.